# 约翰·泰勒 (曲棍球运动员)
约翰·帕斯金·泰勒（英語：John Paskin Taylor，1928年3月18日—2015年3月9日），英国前男子曲棍球运动员。他曾代表英国国家队参加1952年夏季奥林匹克运动会曲棍球比赛，结果队伍获得一枚铜牌。